# 多根毛茛
多根毛茛（学名：Ranunculus polyrhizos）为毛茛科毛茛属下的一个种。多根毛茛的茎高5一20米。花期5月，果期6月。多根毛茛分佈於新疆阿勒泰、哈巴河、乌鲁木齐、玛纳斯、塔城、齏民、温泉、霍城、察布查尔、新源等地。茎、叶的汁液有强烈的刺激性，可用于杀虫。

## 扩展阅读
- 維基物種上的相關：多根毛茛